# Ботошани
Ботошани или Ботошањ (рум. Botoşani, рус. Ботошани) град је у Румунији. Налази се на крајњем североистоку земље, у историјској покрајини Молдавија. Ботошани је управно средиште истоименог округа Ботошани.
Ботошани се простире се на 40,7 km² и према последњем попису из 2002. године у граду је живело 119.132 становника.

## Географија
Град Ботошани је један од најасевернијих градова историјске покрајине Молдавије. Град се налази недалеко од граничне реке Прут и државне тромеђе са Молдавијом и Украјином.

## Становништво
У односу на попис из 2002., број становника на попису из 2011. се смањио.
| 1966.  | 1977.  | 1992.   | 2002.   | 2011.   |
| ------ | ------ | ------- | ------- | ------- |
| 35.220 | 63.204 | 126.145 | 115.344 | 106.847 |

Матични Румуни чине већину градског становништва, а од мањина присутни су једино Роми.

## Знаменитости
Ботошани је познат као родно место многих познатих Румуна, између осталог Михаја Еминескуа и Николајеа Јорге.

## Партнерски градови
- Глодени
- Брест
- Лавал
- Караман